# 鹹鴨蛋
鹹鴨蛋又稱鹹鴨卵、醃鴨蛋、鹹卵、鹹蛋，古稱鹹杬子，是一種中國傳統食品，以江蘇高郵所產的鹹鴨蛋最為有名。古人認為鴨蛋有食療效果。粽、月餅也會加入鹹鴨蛋黃。

## 歷史
南北朝時期，蘇州、揚州一帶已大量醃製，而且可以久藏且可以下酒佐食。
元代《農桑衣食摘要》中記載：「水鄉居者宜養之，雌鴨無雄，若足其豆麥，肥飽則生卵，可以供廚，甚濟食用，又可以醃藏。」。說明當時南方各省養鴨業的情況，盛產鹹蛋。1909年的南洋勸業會上，時人以其味美、蛋白質、脂肪質、碳水化合物、鈣、磷、鐵的含量豐富，向外推銷，從而遠銷日本、美國及新加坡等許多國家。

## 製法
鹹鴨蛋大多指醃製過的鴨蛋，各地的製法各有差異，當中以清朝才子袁枚一句「醃蛋以高郵為佳」，江蘇、高郵的鹹鴨蛋因而聞名。各家製手包括：

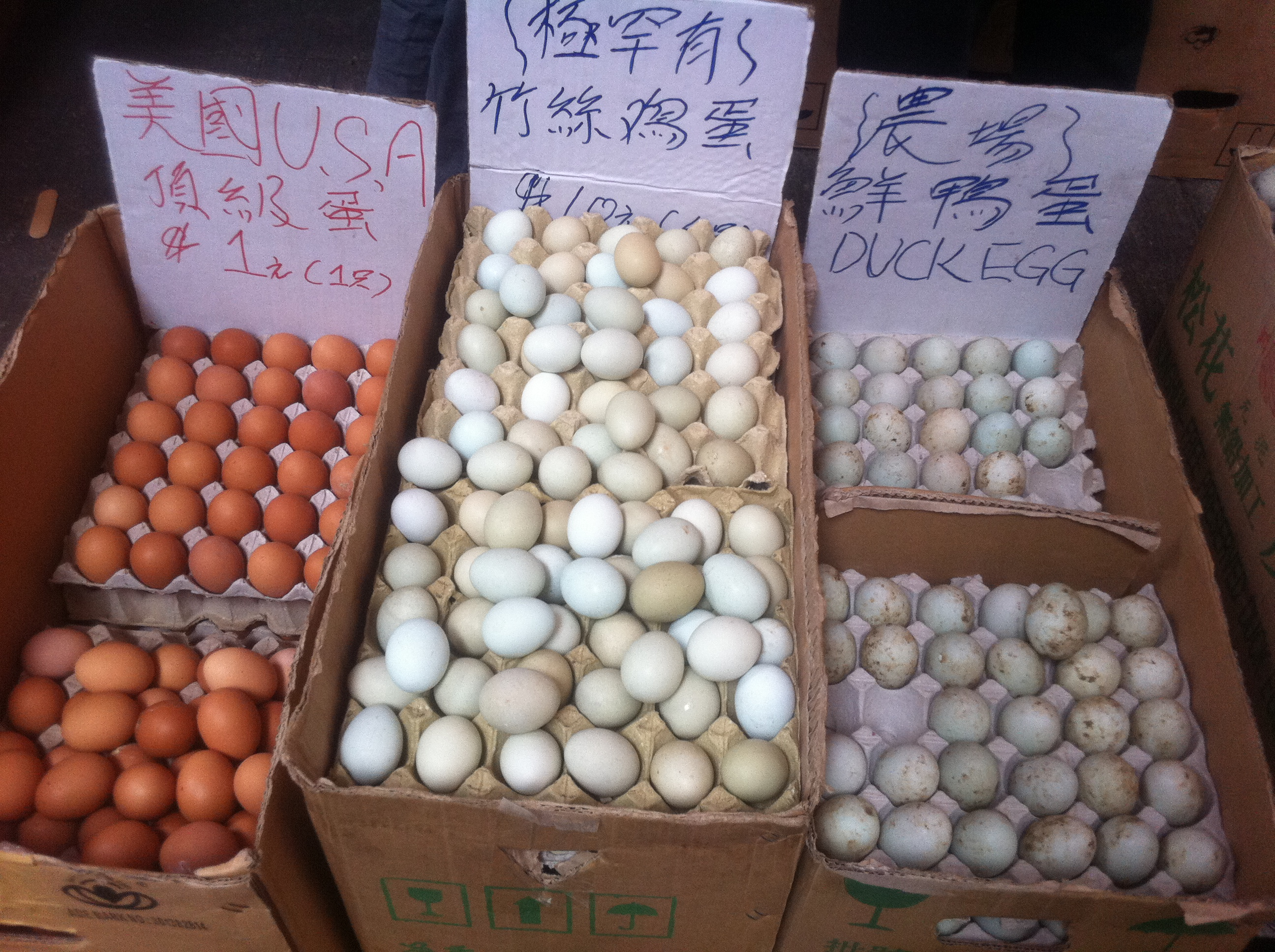
香港中環賣鴨蛋的街市

- 黃沙醃法
醃製時先將黃沙倒入盆中，加入鹽、油和水，拌成糊狀，再將晾乾的鮮鴨蛋逐個放入粘泥封存妥當，3周後可洗去泥沙煮食。一些地方亦會以泥沙代替黃沙，或在黃沙中加入粘土；亦會有人以麵粉加熱水成糊狀，加入食鹽、五香粉和白酒，以同樣方法製作。
- 鹽水醃製法
將食鹽溶於沸水，冷卻後倒入壇中，並將洗淨晾乾的鴨蛋，逐個放進鹽水中，加以密封，置通風處，25天左右即可開壇取蛋煮食。此法醃製的鹹鴨蛋，據說可令蛋黃多出油。另外亦可在鹽水中加入花椒、桂皮、茴香、生薑、鹽，將洗淨的鴨蛋泡入，封存後待40天即可煮食。
- 白酒浸製法
浸醃時先將晾乾的鴨蛋放在白酒中浸蘸，再滾上精鹽，放入容器內，密封放置在乾燥、陰涼、通風處，約30天即可取出煮食。
- 辣醬醃法
備辣椒醬、精鹽各一碗，把鴨蛋逐個在辣椒醬中均勻蘸一下，以精鹽中滾一遍，放入瓷罐，頂層撒鹽少許，加蓋並以牛皮紙密封，放置在陰涼通風處，30至40天即可食用。另有人會將辣椒醬、白酒，按8:2的比例拌勻，以同樣方法把鴨蛋醃製70至90天，這種醃鴨蛋呈辣紅色，酒香四溢，鹹中微辛。

## 俚語

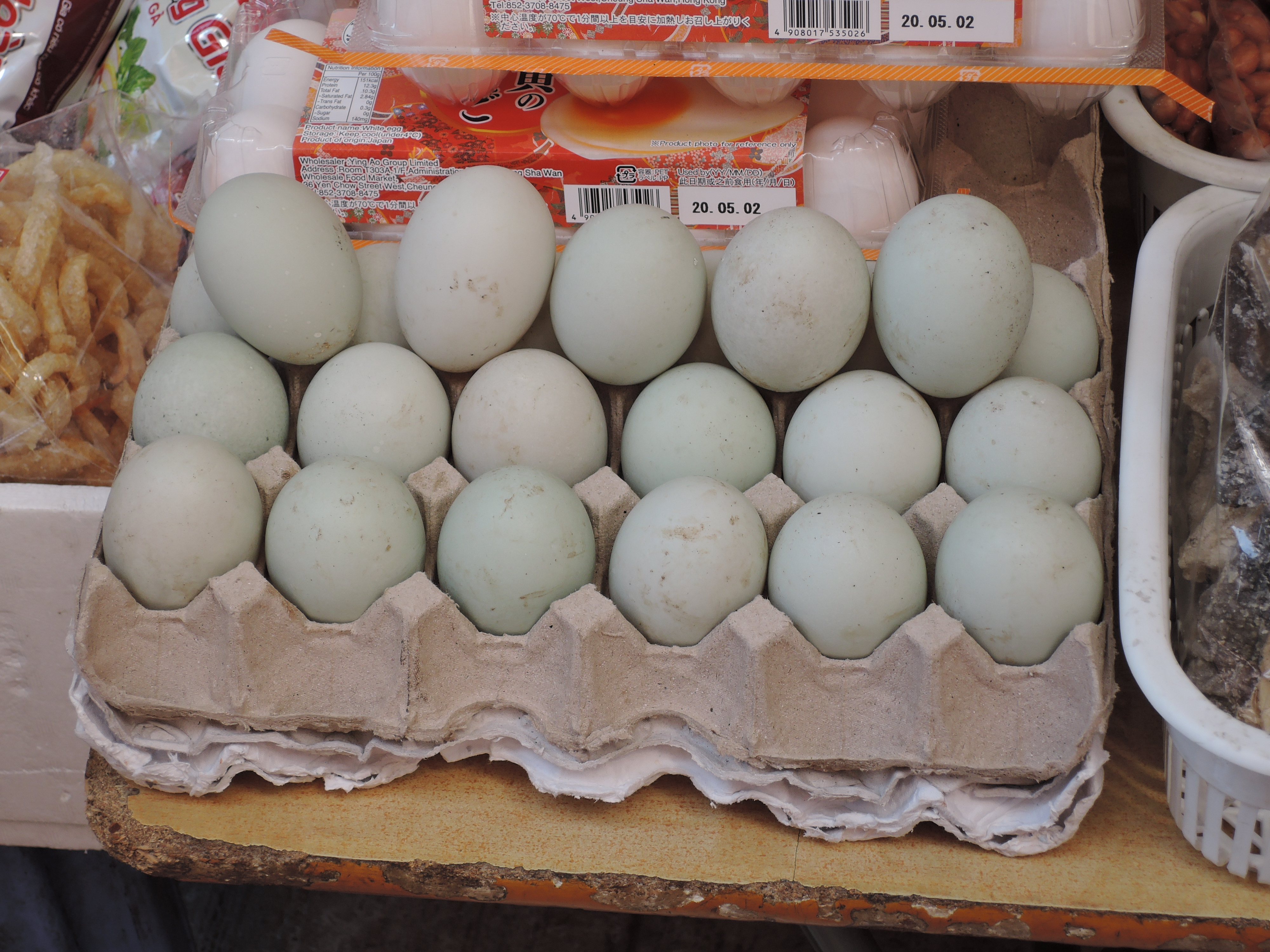
一盤鹹蛋

### 賣鹹鴨蛋
除了是描述職業，在粵語也是慣用語或委婉語，是「死」的意思，與閩南語「塗州（土州）賣鴨卵」意義相同。「人人遲早都會賣鹹鴨蛋」，意思就是「人人早晚都會死」。

## 食用
- 三色蛋